# Elias (worstelaar)
Jeffrey Sciullo (Pittsburgh, Pennsylvania, 22 november 1987), beter bekend als Elias, is een Amerikaans professioneel worstelaar en muzikant, die als worstelaar sinds 2014 actief is in de World Wrestling Entertainment.
Voordat Jeffery bij WWE tekende, werkte hij voor verschillende onafhankelijke worstelorganisaties onder verschillende ringnamen. Jeffery begon zijn carrière in WWE bij NXT van 2014 tot 2017. In 2018 heeft hij in samenwerking met WWE Music Group het EP WWE: Walk With Elias uitgebracht, gevolg door het EP Universal Truth  in 2020.

## Discografie
| EP                   | Jaar |
| -------------------- | ---- |
| WWE: Walk With Elias | 2018 |
| WWE: Universal Truth | 2020 |

## Prestaties
- International Wrestling Cartel
  - IWC Super Indy Championship (1 keer)[7]
  - IWC World Heavyweight Championship (1 keer)[7]
- Pro Wrestling Illustrated
  - Gerangschikt op nummer 69 van de top 500 single worstelaars in de PWI 500 in 2018[8]
- WWE
  - WWE 24/7 Championship (1 keer)[7]
  - Slammy Award (1 keer)
    - Musical Performance of the Year (2020)[9]

  - WWE Year-End Award
    - Breakout Superstar of the Year (2018)[10]